# هری پیل
هری پیل (انگلیسی: Harry Peel؛ ۲۶ مارس ۱۹۰۰ – ۱۹۷۶ (۷۵−۷۶ سال)) بازیکن فوتبال اهل بریتانیا بود.
از باشگاه‌هایی که در آن بازی کرده‌است می‌توان به باشگاه فوتبال برادفورد سیتی، باشگاه فوتبال آرسنال، و باشگاه فوتبال برافورد پارک آونیو اشاره کرد.